# سیارک ۸۲۲

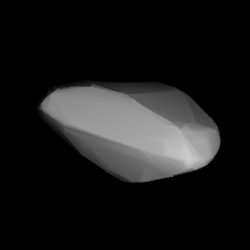
مدل سه‌بُعدی سیارک ۸۲۲ بر اساس منحنی نور آن

سیارک ۸۲۲ (به انگلیسی: 822 Lalage، نامگذاری:1916ZD) هشتصد و بیست و دومین سیارک کشف شده‌است که در ۳۱ مارس ۱۹۱۶ و در هایدلبرگ کشف شد.
قدر مطلق سیارک برابر ۱۲٫۱۸ است.